# Ачанг (залив)
Ачанг (англ. Achang Bay) — залив на Гуаме (США). Он расположен в муниципалитете Меризо, в юго-западной части Гуама, в 26 км к югу от столицы Хагатна.
Среднегодовое количество осадков составляет 2405 миллиметров. Самый влажный месяц — сентябрь, со средним количеством осадков 611 мм, а самый сухой — апрель, с 26 мм осадками.